# Kodagahalli, Krishnarajpet
Kodagahalli là một làng thuộc tehsil Krishnarajpet, huyện Mandya, bang Karnataka, Ấn Độ.